# Willa Emila Krugera w Szczecinie
Willa Krugera – zabytkowa willa znajdująca się przy ulicy Moniuszki 20 w Szczecinie.
Budynek został wzniesiony dla fabrykanta Emila Krugera. Prace budowlane rozpoczęto w marcu 1928 roku i sfinalizowano pod koniec roku. Willa, zaprojektowana przez architekta Schula, utrzymana jest w formie modernistycznej z elementami art déco. W symetrycznej frontowej fasadzie znajdują się regularnie rozmieszczone okna o zróżnicowanych rozmiarach flankowane pilastrami oraz umieszczony centralnie portyk. W 1939 roku właścicielem budynku został Gebhard Holtz.
Willa przetrwała nienaruszona II wojnę światową, po jej zakończeniu przez szereg lat stała jednak nieużytkowana. Dopiero w latach 60. przekazano ją na potrzeby służby zdrowia. Najpierw do 1997 roku mieściła się w niej Wojewódzka Przychodnia Alergologiczna, później natomiast biura Zachodniopomorskiej Regionalnej Kasy Chorych. W 2001 roku willę nabyła firma Duo S.A., zaś w 2005 roku jej właścicielem została firma RCI Sp. z o.o.